# Inmigración venezolana en Bolivia
La inmigración venezolana en Bolivia es el movimiento migratorio desde la República Bolivariana de Venezuela hacia el Estado Plurinacional de Bolivia. Alrededor de unos 20 000 venezolanos ya viven en Bolivia según datos de la Dirección Nacional de Migración.
Entre 1998-2015, 546 venezolanos cuenta con residencia en Bolivia. En el 2012, el Censo Nacional contabilizó a 596 venezolanos. En el 2017 se registró el ingreso de 7355 venezolanos. Alrededor de 1000 a 3000 venezolanos viven en Bolivia según datos de la comunidad de inmigrantes venezolanos en el 2017. En el 2018, entre 12 y 15 venezolanos diarios ingresan por Desaguadero desde Perú. Ese mismo año, 13 mil venezolanos ingresaron a Bolivia como país de tránsito y 4000 se quedaron en el país. En marzo de 2019, Bolivia anunció la expulsión de seis venezolanos que se encontraba en situación «irregular».
Los venezolanos pueden ingresar a Bolivia mediante la Tarjeta Andina de Migración, la Cédula de Identidad o pasaporte. Venezuela y Bolivia tienen ambos un acuerdo de circulación de personas mediante el Mercosur. Entre ellos ingresar sin necesidad de visa ni pasaporte.
Existe otro grupo de inmigrantes venezolanos que se encuentran en territorio boliviano debido a que fueron rechazados de ingresar a Chile por sus autoridades migratorias, como también quienes se encuentran a la espera de la aprobación de un visado por parte del gobierno chileno, al ser Bolivia un país limítrofe con Chile.
Para el año 2020, se calcula que la cantidad de venezolanos en Bolivia rondan los 20 000.

## Demografía

### Historia demográfica venezolana en Bolivia

#### SigloXIX
Los primeros ciudadanos venezolanos que llegaron a lo que actualmente es el territorio boliviano fueron el libertador Simón Bolivar (quien se convirtió en el primer presidente de Bolivia) junto al también mariscal venezolano Antonio José de Sucre (segundo presidente de Bolivia), ambos durante el marco de la Guerra de Independencia de Bolivia que duró 16 largos años desde 1809 hasta 1825.
Cabe mencionar que después de la Independencia de Bolivia ocurrida el 6 de agosto de 1825 y así como también durante el transcurrir de todo el siglo XIX (1800-1899), los diferentes presidentes bolivianos que gobernaron el país, jamás les interesó conocer cuantos venezolanos vivían en Bolivia pues si bien en el país ya se realizaban censos de población desde aquella época (censos de 1831, 1835, 1845, 1854 y 1882) sin embargo éstos no contaban ni siquiera a la población extranjera.

#### SigloXX
A inicios del siglo XX, Bolivia lleva a cabo su sexto censo nacional de población en el año 1900, el cual a diferencia de los anteriores, en éste por primera vez el país realiza una contabilidad de los extranjeros que vivían en Bolivia durante aquella época, sin embargo lamentablemente en los resultados finales no figuraba la categoría de «Venezolanos». Históricamente y al no compartir una frontera común con Venezuela, la inmigración venezolana en Bolivia ha sido siempre muy pequeña durante varios años y décadas esto debido a que la cantidad de venezolanos que vivían en el país no pasaban ni siquiera de los 100.
Recién ya a mediados del siglo XX fue cuando el séptimo censo boliviano de población de 1950 contabilizó por primera vez a los ciudadanos procedentes de Venezuela residentes en Bolivia. Durante aquel año había 14 venezolanos en el país entre los cuales estaban 10 hombres y 4 mujeres.

### Venezolanos en Bolivia según los censos bolivianos
Según el último censo nacional de población y vivienda, realizado en 2012 demostraba que en Bolivia vivían durante ese año unos 596 venezolanos.
| Venezolanos viviendo en Bolivia | Venezolanos viviendo en Bolivia | Venezolanos viviendo en Bolivia | Venezolanos viviendo en Bolivia | Venezolanos viviendo en Bolivia |
| Año                             | Venezolanos en Bolivia          | Variación Intercensal           | Censo de población              | Ref.                            |
| ------------------------------- | ------------------------------- | ------------------------------- | ------------------------------- | ------------------------------- |
| 1950                            | 14 venezolanos                  | Sin cambios                     | Censo boliviano de 1950         | [ 16 ]                          |
| 1976                            | 144 venezolanos                 | + 928 %                         | Censo boliviano de 1976         | [ 17 ]                          |
| 1992                            | 300 venezolanos                 | + 108 %                         | Censo boliviano de 1992         |                                 |
| 2001                            | 433 venezolanos                 | + 44,3 %                        | Censo boliviano de 2001         |                                 |
| 2012                            | 596 venezolanos                 | + 37,6 %                        | Censo boliviano de 2012         |                                 |
| 2024                            | Resultados para 2025            |                                 | Censo boliviano de 2024         |                                 |

Venezolanos viviendo en Bolivia 
según los Censos bolivianos
Fuente: Instituto Nacional de Estadística de Bolivia

### Venezolanos en Bolivia distribuidos por Departamentos

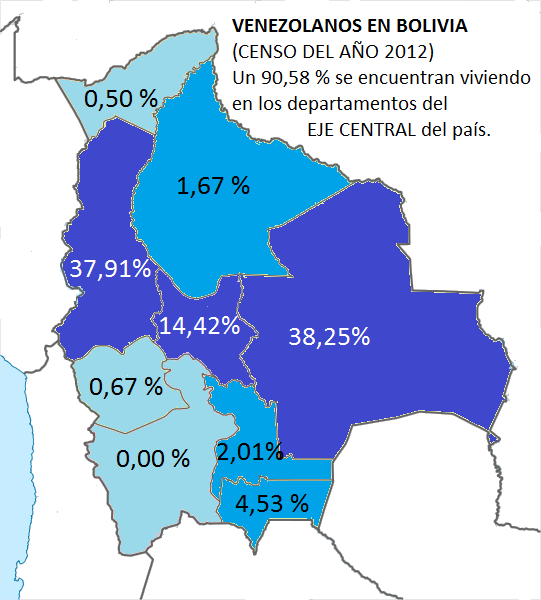
Los resultados finales del censo boliviano del año 2012, demuestran que la inmigración venezolana que ha llegado a Bolivia, se ha concentrado mayormente en los departamentos del eje central del país (La Paz, Cochabamba y Santa Cruz).

Según el censo de 2012, alrededor de un 90,58 % de los venezolanos que han emigrado a Bolivia se encuentran principalmente residiendo en los Departamentos del Eje central los cuales son La Paz, Cochabamba y Santa Cruz. En cambio el restante 10 % se encuentra distribuidos en los otros 6 departamentos (Oruro, Tarija, Chuquisaca, Beni, Pando y Potosí).
| Cantidad de Venezolanos viviendo en Bolivia distribuidos por Departamentos según el censo boliviano de población de 2012 | Cantidad de Venezolanos viviendo en Bolivia distribuidos por Departamentos según el censo boliviano de población de 2012 | Cantidad de Venezolanos viviendo en Bolivia distribuidos por Departamentos según el censo boliviano de población de 2012 | Cantidad de Venezolanos viviendo en Bolivia distribuidos por Departamentos según el censo boliviano de población de 2012 |
| Puesto | Departamento | Censo Boliviano de 2012                                                                                                  | Porcentaje |
| --- | --- | --- | --- |
| 1 | La Paz | 226 | 37,91 % |
| 2 | Santa Cruz | 228 | 38,25 % |
| 3 | Cochabamba | 86 | 14,42 % |
| 4 | Tarija | 27 | 4,53 % |
| 5 | Chuquisaca | 12 | 2,01 % |
| 6 | Beni | 10 | 1,67 % |
| 7 | Oruro | 4 | 0,67 % |
| 8 | Pando | 3 | 0,50 % |
| 9 | Potosí | 0 | 0,00 % |
| TOTAL | Bolivia | 596 | 100 % |
| Fuente: Instituto Nacional de Estadística (INE)                                                                          | | | |

### Venezolanos en Bolivia distribuidos por Municipios
De acuerdo a los datos del censo boliviano de 2012 realizado por el Instituto Nacional de Estadística (INE), los venezolanos y las venezolanas que se encuentran residiendo en Bolivia están presentes en 37 de los 340 municipios que tiene todo el país.
El siguiente cuadro muestra a los principales municipios bolivianos que han recibido a la inmigración venezolana en sus respectivos territorios municipales antes de la Crisis Migratoria Venezolana que comenzó a partir del año 2015.
| Cantidad de Venezolanos viviendo en Bolivia distribuidos por municipios según el censo boliviano de población de 2012 | Cantidad de Venezolanos viviendo en Bolivia distribuidos por municipios según el censo boliviano de población de 2012 | Cantidad de Venezolanos viviendo en Bolivia distribuidos por municipios según el censo boliviano de población de 2012 | Cantidad de Venezolanos viviendo en Bolivia distribuidos por municipios según el censo boliviano de población de 2012 |
| Puesto | Municipio | Censo Boliviano de 2012                                                                                               | Departamento |
| --- | --- | --- | --- |
| 1 | La Paz | 208 | La Paz |
| 2 | Santa Cruz de la Sierra                                                                                               | 204 | Santa Cruz |
| 3 | Cochabamba | 73 | Cochabamba |
| 4 | Villamontes | 18 | Tarija |
| 5 | Sucre | 12 | Chuquisaca |
| 6 | El Alto | 11 | La Paz |
| 7 | Tarija | 7 | Tarija |
| 8 | Trinidad | 6 | Beni |
| 9 | Sacaba | 6 | Cochabamba |
| 10 | Mecapaca | 5 | La Paz |
| 11 | Warnes | 5 | Santa Cruz |
| 12 | Oruro | 4 | Oruro |
| 13 | La Guardia | 4 | Santa Cruz |
| 14 | Cobija | 3 | Pando |
| 15 | Buena Vista | 3 | Santa Cruz |
| 16 | Quillacollo | 3 | Cochabamba |
| 17 | Pailón | 2 | Santa Cruz |
| 18 | Urubichá | 2 | Santa Cruz |
| 19 | Yacuiba | 2 | Tarija |
| 20 | Anzaldo | 1 | Cochabamba |
| 21 | Cabezas | 1 | Santa Cruz |
| 22 | Colcapirhua | 1 | Cochabamba |
| 23 | El Torno | 1 | Santa Cruz |
| 24 | Guayaramerin | 1 | Beni |
| 25 | Independencia | 1 | Cochabamba |
| 26 | Magdalena | 1 | Beni |
| 27 | Montero | 1 | Santa Cruz |
| 28 | Porongo | 1 | Santa Cruz |
| 29 | Riberalta | 1 | Beni |
| 30 | Roboré | 1 | Santa Cruz |
| 31 | San Buenaventura | 1 | La Paz |
| 32 | San Juan de Yapacani                                                                                                  | 1 | Santa Cruz |
| 33 | San Julián | 1 | Santa Cruz |
| 34 | Santa Ana de Yacuma                                                                                                   | 1 | Beni |
| 35 | Samaipata | 1 | Santa Cruz |
| 36 | Viacha | 1 | La Paz |
| 37 | Vinto | 1 | Cochabamba |
| TOTAL VENEZOLANOS | TOTAL VENEZOLANOS | 596 | Bolivia |
| Fuente: Instituto Nacional de Estadística (INE) Censo de población de 2012                                            | | | |

### Venezolanos en Bolivia según la Organización de las Naciones Unidas (ONU)
| 1990 | 174  | 195  | 369  | [ 27 ] |
| 1995 | 217  | 241  | 458  | [ 28 ] |
| 2000 | 259  | 284  | 543  | [ 29 ] |
| 2005 | 309  | 295  | 604  | [ 30 ] |
| 2010 | 358  | 306  | 664  | [ 31 ] |
| 2015 | 417  | 357  | 774  | [ 32 ] |
| 2020 | 3076 | 2631 | 5707 |        |

| Gráfica histórica de la inmigración venezolana en Bolivia (Según la Organización de las Naciones Unidas) |
| --- |
| |

### Flujo migratorio de venezolanos en Bolivia
| 2008                                                        | 4 864  | 4 840  | + 14    | 14 venezolanos     |
| 2009                                                        | 6 837  | 6 583  | + 254   | 268 venezolanos    |
| DÉCADA DE 2010 (Años 10s)                                   |        |        |         |                    |
| 2010                                                        | 10 457 | 10 398 | + 59    | 327 venezoanos     |
| 2011                                                        | 10 116 | 9 465  | + 651   | 978 venezolanos    |
| 2012                                                        | 8 126  | 8 333  | - 207   | 771 venezolanos    |
| 2013                                                        | 10 613 | 9 629  | + 984   | 1 755 venezolanos  |
| 2014                                                        | 7 461  | 5 487  | + 1 974 | 3 729 venezolanos  |
| 2015                                                        | 7 065  | 7 536  | - 471   | 3 258 venezolanos  |
| 2016                                                        | 8 343  | 7 669  | + 674   | 3 972 venezolanos  |
| 2017                                                        | 10 697 | 9 447  | + 1 250 | 5 182 venezolanos  |
| 2018                                                        | 14 316 | 12 472 | + 1 844 | 7 026 venezolanos  |
| 2019                                                        | 19 025 | 17 777 | + 1 248 | 8 274 venezolanos  |
| DÉCADA DE 2020 (Años 20s)                                   |        |        |         |                    |
| 2020                                                        | 4 118  | 4 050  | + 68    | 8 342 venezolanos  |
| 2021                                                        | 7 097  | 5 850  | + 1 247 | 9 589 venezolanos  |
| 2022                                                        | 13 863 | 11 939 | + 1 924 | 11 513 venezolanos |
| 2023                                                        | 16 199 | 14 918 | + 1 281 | 12 794 venezolanos |
| 2024                                                        | 16 294 | 14 844 | + 1 450 | 14 244 venezolanos |
| Fuente: Dirección General de Migración de Bolivia (DIGEMIG) |        |        |         |                    |
| Nota: Datos actualizados hasta el 31 de diciembre de 2024   |        |        |         |                    |

### Otras Estimaciones
| Año  | Población Venezolana viviendo en Bolivia | Fuente |
| ---- | ---------------------------------------- | ------ |
| 2000 | 230                                      |        |
| 2010 | 410                                      |        |
| 2012 | 693                                      | [ 34 ] |
| 2015 | 890                                      |        |
| 2016 | 1 400                                    |        |
| 2017 | 3 019                                    | [ 34 ] |
| 2018 | 7 000                                    | [ 35 ] |
| 2019 | 8 200                                    |        |
| 2020 | 9 956                                    | [ 36 ] |
| 2021 | 10 611                                   | [ 36 ] |
| 2022 | 13 100                                   | [ 37 ] |
| 2023 | 16 000                                   | [ 38 ] |

## Situación legal y jurídica

### Visado
A diferencia de lo que ocurrió en otros muchos países latinoamericanos del continente como Perú, Chile, Ecuador, México, Costa Rica, Panamá, Cuba, El Salvador, Guatemala, Honduras o República Dominicana, Bolivia se ha convertido en una de las pocas naciones de América Latina que ha decidido no imponer la exigencia de visa a los ciudadanos venezolanos que llegan al territorio boliviano (al igual que Colombia, Argentina, Brasil, Paraguay, Nicaragua y Uruguay). Los venezolanos pueden ingresar libremente a Bolivia pero siempre y cuando sea de manera legal a través de los diferentes puestos de control migratorio ubicados en los aeropuertos o en los pasos fronterizos habilitados con la sola presentación de su cédula de identidad de su respectivo país.

### Refugio
Si bien Bolivia ha rechazado imponer una dura política de visado contra los venezolanos como sucedió ya en varios países latinoamericanos (ya que su entrada a territorio boliviano no está prohibida), sin embargo el gobierno boliviano tampoco reconoce oficialmente que haya una Crisis Migratoria en Venezuela y por ende el estado boliviano ha decidido no otorgar refugio a los venezolanos que llegan desde Venezuela.
Otro de los motivos que han conllevado también a que el estado boliviano niegue y suspenda el refugio a los venezolanos se debe principalmente al poco interés de estos de quedarse en el país, pues según el Consejo Nacional de Refugiados (CONARE), en el Gobierno de Jeanine Áñez Chávez se llegó a aprobar el refugio a unos 242 ciudadanos venezolanos en toda la gestión 2020, pero cabe mencionar que de todos ellos solamente apenas un 43 % (unos 105 venezolanos) pasaron a las oficinas a recoger su certificación de refugiado, por lo que el restante 57 % nunca más volvieron a aparecer y según la deducción del CONARE se llegó a la conclusión de que los venezolanos solamente se aprovecharon y se burlaron de la «Institución del Refugio», haciendo un mal uso de este derecho para permanecer solamente de manera corta y temporal en el territorio boliviano antes de proseguir su marcha hacia otros países.
Debido a este mal antecedente, el Gobierno de Luis Arce Catacora decidió entonces ya no otorgar refugio a ningún venezolano, siendo de esa manera tratados al igual como cualquier otra persona extranjera que ingresa a Bolivia procedente de cualquier otro país, sin el privilegio de contar con el «Estatus de Refugiado».

### Condición migratoria
|  | 43.7 % |

|  | 38.6 % |

|  | 7.4 % |

|  | 3.2 % |

|  | 2,5 % |

|  | 1.6 % |

|  | 3,0 % |

|  | 69.2 % |

|  | 23.2 % |

|  | 7.0 % |

|  | 0.4 % |

|  | 0,2 % |

### Regularización Migratoria

#### Decreto Supremo n.º 3676 (2018-2019) de Evo Morales
Cabe mencionar que debido a los varios venezolanos que se encontraban en situación ilegal en el país, el entonces Presidente de Bolivia Evo Morales Ayma decidió firmar el Decreto Supremo 3676 del 3 de octubre de 2018, con el objetivo de que todos los ciudadanos extranjeros que se encuentren viviendo en Bolivia de manera ilegal puedan regularizar su situación migratoria. Este decreto supremo estuvo en vigencia por todo un año completo hasta el 3 de octubre de 2019. Durante ese periodo de tiempo, alrededor de 381 venezolanos lograron regularizar su situación migratoria en Bolivia, evitando de esa manera su deportación por la Dirección General de Migración.
En el siguiente cuadro se puede empezar a observar la llamativa cifra de ciudadanos venezolanos que comenzaron a regularizar su situación migratoria en el país, superando inclusive a los extranjeros que tradicionalmente provenían de los países limítrofes con Bolivia como Brasil, Perú, Paraguay, Chile y Argentina.
|  | 27,85 % |

|  | 19,00 % |

|  | 17,76 % |

|  | 5,99 % |

|  | 5,92 % |

|  | 3,14 % |

|  | 2,99 % |

|  | 2,04 % |

|  | 1,68 % |

|  | 1,31 % |

|  | 12,28 % |

|  | 100 % |

#### Decreto Supremo n.º 4576 (2021-2022) de Luis Arce
Tres años después, el presidente de Bolivia Luis Arce Catacora también decidió firmar el 26 de agosto de 2021 el Decreto Supremo 4576 que al igual que el anterior decreto 3676, facilita la regularización de todos los extranjeros que se encuentran en situación irregular e ilegal en el país. Este último decreto también tiene vigencia de un año completo hasta el 26 de agosto de 2022. Los extranjeros ilegales que hasta esa fecha no se hayan acogido al decreto de regularización, serán sancionados a pagar una multa de hasta 30 000 bolivianos (4370 dólares) o sino en todo caso se procederá nomás a su deportación del país.
|  | 39,25 % |

|  | 17,07 % |

|  | 10,67 % |

|  | 7,97 % |

|  | 5,31 % |

|  | 3,48 % |

|  | 2,86 % |

|  | 1,68 % |

|  | 1,43 % |

|  | 10,23 % |

|  | 100 % |

### Residencia
Casi la mitad de los venezolanos que llegan al territorio tienen la intención de residir en Bolivia por lo que convierte al país ya no solo de tránsito sino también de destino y recepción de migrantes.
|  | 48.8 % |

|  | 51.2 % |

|  | 34.1 % |

|  | 26.1 % |

|  | 12.7 % |

|  | 10.1 % |

|  | 7.2 % |

|  | 6.2 % |

|  | 1.4 % |

|  | 1.1 % |

|  | 0.7 % |

|  | 0.4 % |

## Educación

### Niñez venezolana
A partir de agosto de 2020, el estado boliviano ha decidido proteger y resguardar los derechos humanos especialmente de la niña, niño y adolescente inmigrante y para ello se decidió reconocer el derecho a la identidad de todos los venezolanos menores de 18 años que se encuentren en situación de calle en Bolivia y que tengan su identificación vencida, otorgando de esa manera facilidades para que puedan regularizar su situación migratoria a través de sus padres. Según las autoridades bolivianas de migración, esta medida se adoptó con el objetivo de protegerlos de los delincuentes internacionales que cometen el delito de la trata y tráfico de personas.
En noviembre de 2021, el estado boliviano tomó la decisión de integrar a los niños venezolanos al sistema educativo boliviano a partir del año 2022 para que de esa manera puedan tener el derecho a la educación en el país de acuerdo a lo firmado en el Convenio Andrés Bello entre varias naciones.

### Nivel educativo
|  | 58.1 % |

|  | 15.6 % |

|  | 9.0 % |

|  | 8.3 % |

|  | 7,4 % |

|  | 1.4 % |

|  | 0,2 % |

### Nivel laboral
|  | 42.5 % |

|  | 12.5 % |

|  | 7.5 % |

|  | 5.0 % |

|  | 4,5 % |

|  | 4.0 % |

|  | 4,0 % |

|  | 4.0 % |

|  | 3.5 % |

|  | 3.0 % |

|  | 2,0 % |

|  | 1.5 % |

|  | 1,5 % |

|  | 0.5 % |

|  | 0.5 % |

|  | 0.5 % |

|  | 3,0 % |

## Salud
A partir de septiembre de 2021 y para proteger el derecho a la salud del inmigrante, el Gobierno del presidente Luis Arce Catacora decidió a través del Ministerio de Salud de Bolivia, habilitar la inscripción de personas extranjeras al «Sistema Único de Salud» (SUS), el cual es un seguro gratuito de salud que otorga el estado boliviano a todas aquellas personas de escasos recursos económicos que no tienen la posibilidad de acceder a un sistema de salud privado, debido a los altos costos que tiene este último. En ese marco, cabe resaltar que según los datos oficiales solamente desde septiembre de 2021 hasta mayo de 2022, alrededor de uno 13 170 extranjeros que viven en Bolivia ya se habían inscrito en el SUS de los cuales unos 1534 eran de nacionalidad venezolana.

## Participación en elecciones
Durante su estadía en Bolivia, la comunidad venezolana realiza el ejercicio de su derecho al voto, participando en varias elecciones legislativas, presidenciales y referéndums. 

### Referéndum constitucional de 2007
El 28 de noviembre de 2007, la embajada venezolana en La Paz convocaba a sus ciudadanos a participar en el referéndum consultivo para la reforma constitucional a realizarse el 2 de diciembre de ese mismo año.

### Elecciones parlamentarias de 2010
El 26 de septiembre de 2010, la embajada venezolana en Bolivia informaba que había unos 110 ciudadanos venezolanos habilitados en todo el país para participar en las elecciones parlamentarias de ese año, de los cuales unos 60 acudieron a las mesas de sufragio para depositar su voto.

### Elecciones presidenciales de 2012
Para las elecciones presidenciales del 7 de octubre de 2012 (disputadas entre Hugo Chávez y Henrique Capriles), la embajada venezolana en La Paz señalaba que existía alrededor de 228 ciudadanos venezolanos habilitados para votar en Bolivia, duplicando de esa manera la cifra de habilitados que había en el año 2010. Los resultados demostraron que hubo un 70 % de participación pues unos 159 venezolanos habían acudido a las urnas electorales para depositar su voto en toda Bolivia.

### Elecciones presidenciales de 2013
Al año siguiente y después de la muerte y funeral de Estado de Hugo Chávez Frías en marzo de 2013, en Venezuela se volvieron a realizar nuevamente otras elecciones presidenciales (esta vez disputadas entre Nicolás Maduro y Henrique Capriles), y al igual que el anterior año, alrededor de 228 venezolanos se encontraban inscritos para votar, pero en esta ocasión solo unos 119 acudieron a votar en su embajada en La Paz, lo que representaba una participación electoral de solo el 52 %.

### Elecciones presidenciales de 2018
Para las elecciones presidenciales de 2018, la embajada venezolana en Bolivia señalaba que alrededor de 175 venezolanos estaban habilitados para votar, pues según las normas solo los venezolanos que tengan «residencia permanente y legal» pueden votar en el país, a pesar de que para ese año ya existían más de 3000 venezolanos residiendo en Bolivia.